# Sarah Barrow
Sarah Barrow (née le 22 octobre 1988 à Plymouth) est une plongeuse britannique.
Elle remporte une médaille d'or lors des Championnats d'Europe de natation 2012 sur la plateforme de 10 m en synchronisé. Elle participe aux Jeux olympiques de 2012.